# Epinephelus fasciatus
Epinephelus fasciatus es una especie de peces de la familia Serranidae en el orden de los Perciformes.

## Morfología
Los machos pueden llegar alcanzar los 40 cm de longitud total.

## Distribución geográfica
Se encuentra desde el mar Rojo hasta Sudáfrica, Pitcairn, Japón, Corea, el mar de Arafura y el sur de Queensland (Australia).